# Satricum
Satricum is een antieke stad ongeveer zestig km ten zuiden van de Italiaanse hoofdstad Rome. Ze ligt bij de plaats Le Ferriere in de provincie Latina.
Het antieke Satricum was voor Centraal-Italische begrippen een middelgrote stad van zo'n veertig hectare groot. De plaats kwam tussen 900 en 450 v.Chr. tot grote bloei. Die dankte zij vooral aan haar gunstige ligging: aan de zuidrand van een vruchtbare kustvlakte, gelegen tussen het Griekse zuiden en het Etruskische noorden van Italië. De bewoningsgeschiedenis van de stad loopt vanaf de 9e eeuw v.Chr. tot in de Romeinse tijd. Romeinse geschiedschrijvers noemen de stad enkele malen vanwege haar verzet tegen de Romeinse expansie. Tussen de stad Rome en Satricum liep een weg, min of meer parallel aan de Via Appia. Bij archeologische opgravingen werden hutten, huizen, grafvelden, votiefdepots en een groot tempelcomplex gewijd aan de Romeinse godin Mater Matuta blootgelegd.
De resten van de stad zijn grotendeels verdwenen, onder andere door intensief ploegen in de 20e eeuw. Het  tempelcomplex van Mater Matuta, dat op een heuvel ligt, is echter tamelijk ongeschonden gebleven. Rond deze heuvel, ook wel akropolis genoemd, lag vruchtbare landbouwgrond die in eerste en tweede eeuw voor Christus door Romeins wanbeheer veranderde in de Pontijnse Moerassen. Deze werden pas in de jaren 1920 weer drooggelegd. Satricum ligt circa tien kilometer van zee, met steden als Nettuno en Anzio in de nabijheid.

## Stichting
De oudste bewoningssporen dateren uit de 9e eeuw voor Chr. Er ontstond toen een huttendorp op de zogenaamde acropolis. Een van deze hutten had een rituele functie. Deze tempelhut wordt in de literatuur ook wel sacellum-hut genoemd.

## Archaïsche periode
de Archaïsche periode ofwel de late 7de en 6de eeuw voor. Chr. vond er een belangrijke monumentalisering van de stad plaats. Op de resten van de tempelhut werd rond 640 voor Chr. een tempel gebouwd met een stenen fundament. Deze zogenaamde Tempel 0 werd gewijd aan de godin Mater Matuta. Rond de tempel zijn de resten opgegraven van verschillende huizen. Net als de tempel waren deze huizen gefundeerd op grote tufblokken. In de tweede helft van de 6de eeuw voor Chr. werd de tempel vervangen door een veel grotere tempel: Tempel I.

## Republikeinse periode
Volgens oude bronnen vormde Satricum aanvankelijk een kolonie van de Albanen (de bewoners van de Albaanse heuvels ten oosten van Satricum). De stad was volgens een dubieuze lijst van Dionysius van Halicarnassus lid van de in 499 v.Chr. opgerichte Latijnse Bond, en werd vanaf 488 v.Chr. bewoond door de Volsken. Rome nam Satricum een aantal keren in, maar verloor het ook weer. Tot twee keer toe brandde de stad geheel af. 
Op de resten van Tempel I werd rond 485 voor Chr. een nieuwe tempel gebouwd: Tempel II. Deze Tempel II is het meest monumentale gebouw dat tot nog toe in Satricum is opgegraven. Livius vertelt hoe de stad in de daarop volgende periode werd bewoond door de Volsken. In de jaren 2020 heeft onderzoek vanuit de Universiteit van Amsterdam zich onder andere gericht op de vraag of de aanwezigheid van deze volken archeologisch bewezen kan worden. Er zijn inmiddels verschillende graven uit de vijfde eeuw opgegraven. De interpretatie van de vondsten is bediscussieerd, maar duiden mogelijk op een vestiging van de Volsken in Satricum.
Vanaf 346 v.Chr. is de locatie Satricum alleen nog maar bekend vanwege de tempel van Mater Matuta. De meest recente votiefgaven worden rond 100 v.Chr. gedateerd. Hieruit kan mogelijk afgeleid worden dat de cultus rond dit tijdstip ophield te bestaan.

## Romeinse tijd
In de late republiek̩ en vroege keizertijd werden er op en rond het voormalig stadsgebied van Satricum een aantal villae ofwel boerderijen gebouwd. Een van deze villae is in 1984 opgegraven. De villa werd in het begin van de eerste eeuw na Christus gebouwd en bestond uit twee delen. Het woondeel ofwel pars urbana is gebouwd als een Romeins stadshuis. Een gang leidde naar een atrium waaromheen de belangrijkste vertrekken waren gesitueerd. In het atrium lag een kostbare mozaïekvloer met ingelegde marmerfragmenten. De belangrijkste vertrekken waren gedecoreerd met wandschilderingen met lineaire patronen. Naast de pars urbana lag een badhuis. Van dit badhuis is vooral het hypocaustum goed geconserveerd. Dit hypocaustum is een ruimte onder de vloer van het caldarium of tepidarium waardoor hete lucht stroomt. Het tweede deel van de villa is de pars rustica. Dit deel van de villa werd gebruikt voor de agrarische werkzaamheden. De villa werd rond het midden van de vijfde eeuw na Christus verlaten.

## Middeleeuwen
In de middeleeuwen werden de ruïnes van de Romeinse villa opnieuw bewoond. Bij de opgraving werd een aanzienlijke hoeveelheid middeleeuws materiaal aangetroffen. De vondsten dateren deze bewoning in het midden van de negende of tiende eeuw n. Chr.

## Archeologische geschiedenis
De stad werd in 1896 ontdekt en vervolgens door Italiaanse archeologen ten dele opgegraven (1896-1898 en 1907-1910), onder andere gefinancierd door de Nederlandse archeoloog Johanna Goekoop-de Jongh. Sinds 1977 vinden in Satricum Nederlandse opgravingen plaats. Deze werden in eerste instantie uitgevoerd door het Koninklijk Nederlands Instituut Rome (KNIR) en de Rijksuniversiteit Groningen (RUG) onder leiding van C.M. Stibbe. Van 1991 tot 2022 werden de opgravingen verricht door de Universiteit van Amsterdam (UvA) onder leiding van M. Gnade. Sindsdien ressorteert het project weer onder het KNIR. Gnade heeft gedurende de jaren een goede relatie opgebouwd met de lokale landeigenaar (het wijnhuis Casale del Giglio) en de Italiaanse archeologische dienst. Dit heeft geresulteerd in opgravingen op voorheen ontoegankelijk terrein en de opening van een museum in de voormalige fabriek van Borgo le Ferriere. Satricum is de oudste en belangrijkste Nederlandse opgraving in Italië.

## Ondersteuning
In Nederland wordt het onderzoek sinds 1981 ondersteund door de Stichting Nederlands Studiecentrum voor Latium en sinds 1994 ook door de Vereniging van Vrienden van Satricum. De vereniging organiseert onder meer een jaarlijkse publieksdag, telkens op de laatste zaterdag van januari, met nieuws over de opgraving en rond thema's uit het onderzoek ('Satricumdag'). In Italië zijn er verschillende particuliere initiatieven die bij het onderzoek aansluiten.

## Verder lezen
- C.M. Stibbe et al., Lapis Satricanus. Archaeological, Epigraphical, Linguistic and Historical Aspects of the New Inscription from Satricum, Den Haag 1980
- L. Richardson Jr., art. SATRICUM (Conca) Italy, in R. Stillwell - e.a. (edd.), The Princeton Encyclopedia of Classical Sites, Princeton, 1976.
- Gnade, M. (red.), Satricum: Trenta anni di scavi olandesi (tentoonstellingscatalogus Le Ferriere - Latina 2007), Leuven: Peeters, ISBN 978-90-78863-14-4
- Heldring, Barbara, Satricum, a town in Latium, Stichting Nederlands studiecentrum voor Latium, Tonden, zonder jaar. Vertaling van Satricum, een stad in Latium.